# Комутативне кільце
Комутативне кільце — кільце з комутативним множенням.
Кільця взагалі вивчає теорія кілець (частина абстрактної алгебри).
Комутативні кільця, їх ідеали та їх модулі вивчає комутативна алгебра (на комутативній алгебрі базуються алгебрична геометрія та алгебрична теорія чисел).
Деякі підвиди комутативних кілець (поставлено в порядку від загальніших до більш спеціалізованих):
комутативне кільце ⊃ область цілісності ⊃ цілозамкнута область ⊃ факторіальне кільце ⊃ кільце головних ідеалів ⊃ евклідове кільце ⊃ поле.

## Визначення
Кільце це множина R з двома бінарними операціями, що називають додавання та множення і позначаються символами "+" і "⋅".
Одиничні елементи цих операцій позначають як 0 і 1, відповідно.
Щоб утворювати кільце, ці операції повинні задовільняти властивості:
- R є абелевою групою відносно додавання;
- R є моноїдом відносно множення,
- множення є дистрибутивним відносно додавання; a ⋅ (b + c) = (a ⋅ b) + (a ⋅ c).

Якщо множення є комутативним, тобто
a ⋅ b = b ⋅ a,
тоді кільце R називають комутативним.

## Приклади
Важливим прикладом, в певному сенсі вирішальним, є кільце цілих чисел Z із двома операціями додавання і множення. Оскільки множення цілих чисел є комутативною операцією, це комутативне кільце. Воно зазвичай позначається Z, що є скороченням німецького слова Zahlen (числа).
Поле це комутативне кільце, де {\displaystyle 0\not =1} і кожен не нульовий елемент a є інвертованим; тобто, має мультиплікативне обернене число b, таке що a ⋅ b = 1. Тому, за визначенням, будь-яке поле є комутативним кільцем. Раціональні, дійсні і комплексні числа утворюють поля.
Якщо R це дане комутативне кільце, тоді множина всіх поліномів для змінної X, коефіцієнти якого належать R утворюють кільце поліномів, що позначається як R[X]. Те саме буде виконуватися і для декількох змінних.
Якщо V це деякий Топологічний простір, наприклад підмножина деякої Rn, неперервні функції над V дійсних або комплексних змінних утворюють комутативне кільце. Те саме буде вірним і для диференційовних або голоморфні функції, коли обидва поняття визначені такими, що є комплексним многовидом для V.

## Оборотний елемент
...

## Модуль над кільцем
...

## Ідеал кільця
...